# Копетон кубинський
Копето́н кубинський (Myiarchus sagrae) — вид горобцеподібних птахів родини тиранових (Tyrannidae). Мешкає на Карибах.

## Опис
Довжина птаха становить 19-22 см, вага 17-21 г. Виду не притаманний статевий диморфізм. Верхня частина тіла оливково-коричнева, голова з коротким чубом дещо темніша. Груди сірі, живіт білуватий. Крила рудувато-коричневі з темними смужками.

## Підвиди
Виділяють два підвиди:
- M. s. lucaysiensis (Bryant, H, 1867) — Багамські Острови;
- M. s. sagrae (Gundlach, 1852) — острови Куба, Ісла-де-ла-Хувентуд, Великий Кайман.

## Поширення і екологія
Кубинські копетони гніздяться на Кубі, на островах Ісла-де-ла-Хувентуд і Великий Кайман, на Багамських островах та на островах Теркс і Кайкос. поодиноких птахів спостерігали на півдні Флориди.
Кубинські копетони живуть в субтропічних і тропічних вологих рівнинних, гірських і мангрових лісах, в чагарникових заростях на висоті до 1500 м над рівнем моря.

## Поведінка
Кубинські копетони харчуються здебільшого комахами, яких шукають в лісовому підліску. Доповнюють раціон ягодами і насінням. Гніздяться в дуплах, в кладці 2-4 яйця.